# Kit Kat (Club)
Das Kit Kat war ein Nachtclub in  London, der im Februar 1984 von Simon Hobart, einem DJ und Club-Promoter, eröffnet wurde. Seinen Namen entlieh das Kit Kat einem gleichnamigen Club aus dem Film Cabaret.
Der Club befand sich zunächst im Studio One (heute „Metro“) in der Oxford Street und siedelte kurze Zeit später in eine umgebaute Lagerhalle, das sogenannte „Pleasure Dive“, am Westbourne Grove im Stadtteil Notting Hill über. In den ersten Monaten nur wenig beachtet, entwickelte sich das Kit Kat 1985 zu einem bedeutenden Zentrum der Londoner Gothic-Szene.
Die Veranstaltungen fanden jeden Samstagabend statt und zogen neben Goths auch Angehörige anderer Szenen, wie Punks oder Skinheads, an. Die musikalische Bandbreite umfasste hauptsächlich Post-Punk, Gothic Rock und elektronische Musik.
1989 schloss das Kit Kat. Simon Hobart starb am 23. Oktober 2005 an den Folgen eines Sturzes. Er wurde 41 Jahre alt.